# Chi Cá mút
Catostomus hay chi Cá mút là một chi cá thuộc về họ Catostomidae (họ Cá mút) và thông thường chúng có tên gọi là cá mút. Phần lớn các loài trong chi của chúng là động vật bản địa của Bắc Mỹ nhưng C. catostomus lại được tìm thấy ở Nga.

## Các loài

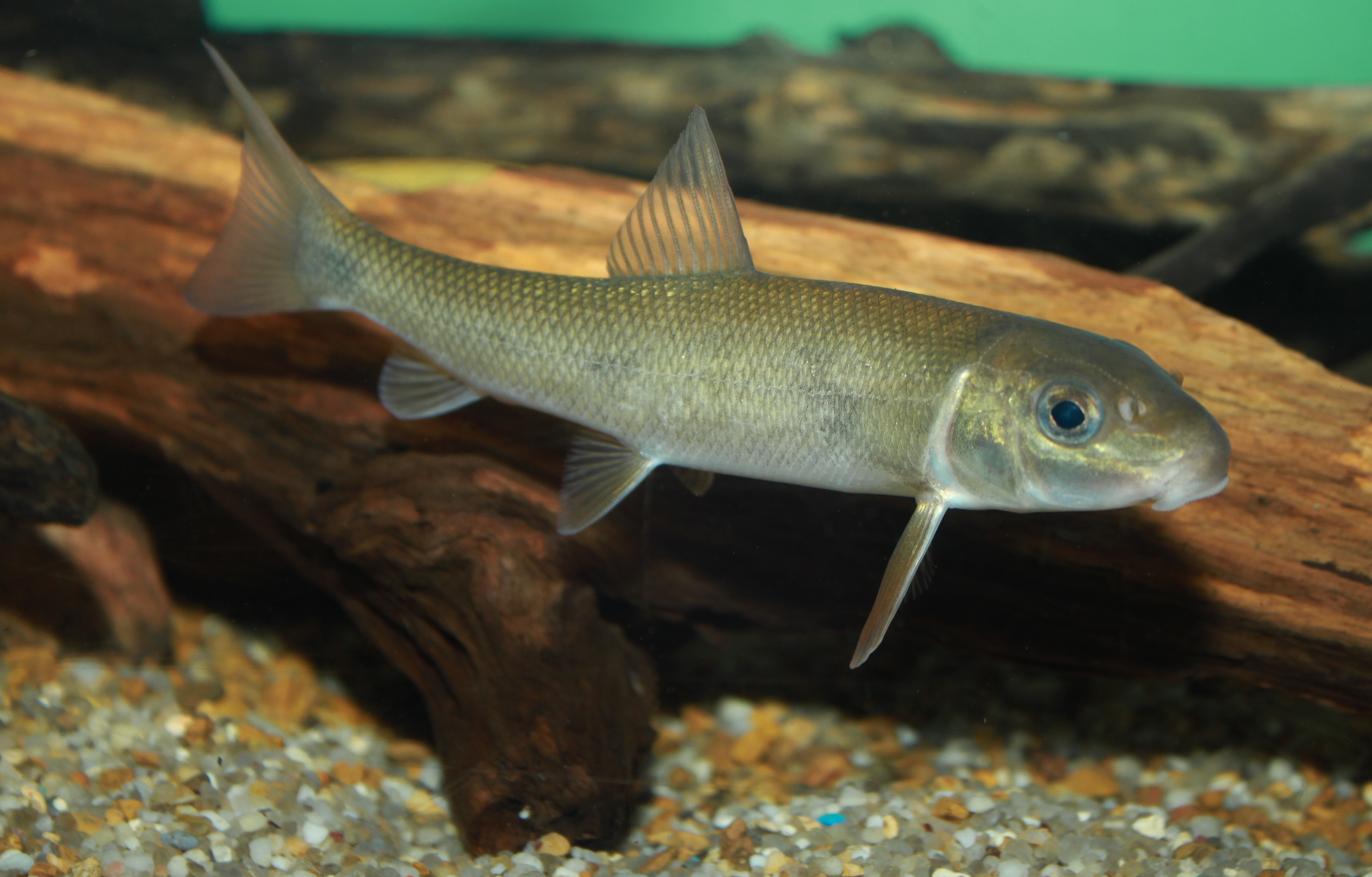
Cá mút trắng

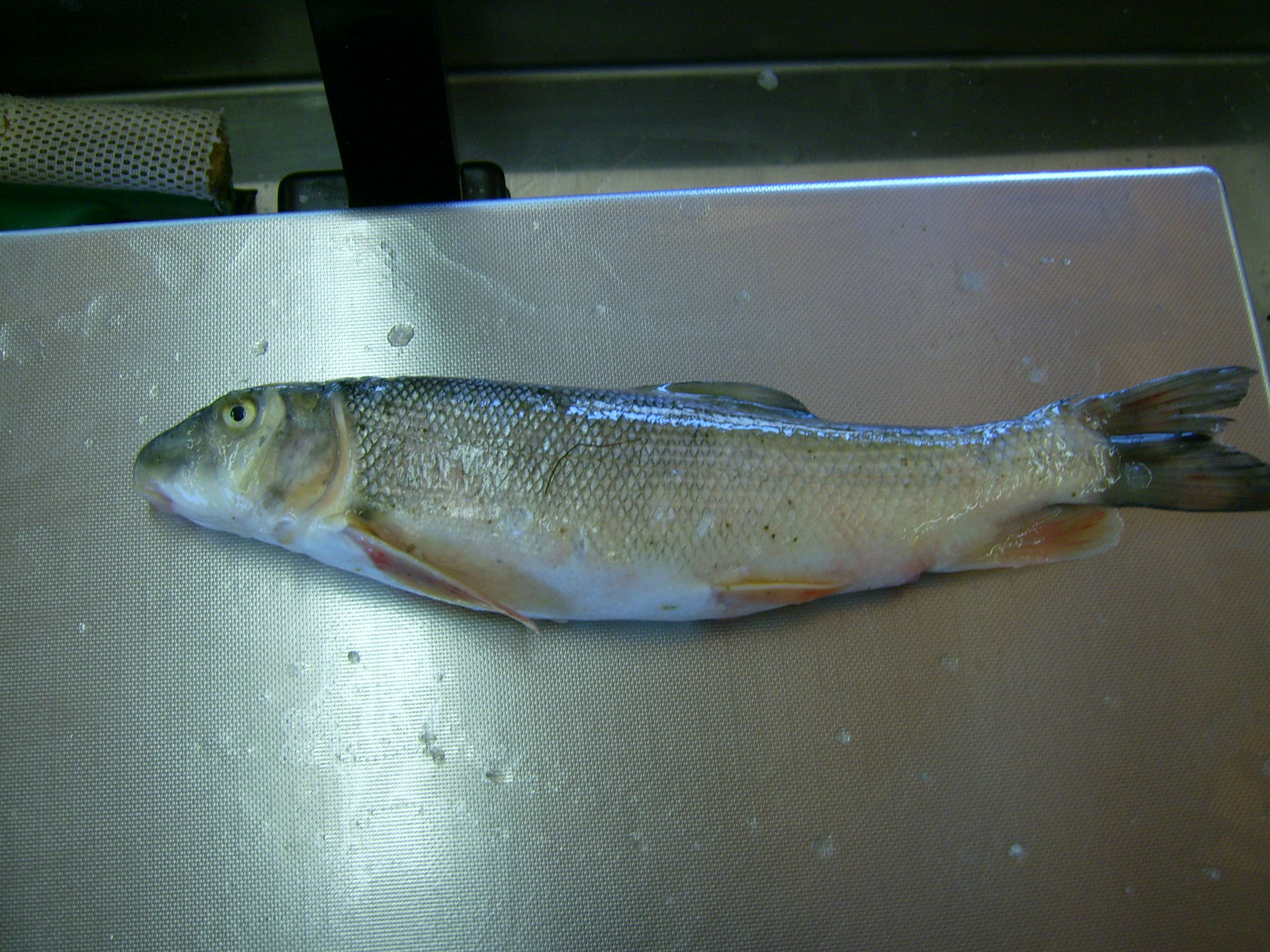
Cá mút trắng

- -     -       - Catostomus ardens Jordan & Gilbert, 1881.
      - Catostomus bernardini Girard, 1856.
      - Catostomus cahita Siebert & Minckley, 1986.
      - Catostomus catostomus (Forster, 1773).
        - Catostomus catostomus catostomus
        - Catostomus catostomus lacustris 

      - Catostomus clarkii Baird & Girard, 1854.
      - Catostomus columbianus (Eigenmann & Eigenmann, 1893).
      - Catostomus commersonii (Lacepède, 1803).
      - Catostomus conchos Meek, 1902
      - Catostomus discobolus Cope, 1871.
        - Catostomus discobolus discobolus
        - Catostomus discobolus jarrovii

      - Catostomus fumeiventris Miller, 1973.
      - Catostomus insignis Baird & Girard, 1854.
      - Catostomus latipinnis Baird & Girard, 1853.
      - Catostomus leopoldi Siebert & Minckley, 1986.
      - Catostomus macrocheilus Girard, 1856.
      - Catostomus microps Rutter, 1908.
      - Catostomus nebuliferus Garman, 1881.
      - Catostomus occidentalis Ayres, 1854.
        - Catostomus occidentalis lacusanserinus
        - Catostomus occidentalis occidentalis

      - Catostomus platyrhynchus (Cope, 1874).
      - Catostomus plebeius Baird & Girard, 1854.
      - Catostomus rimiculus Gilbert & Snyder in Gilbert, 1898.
      - Catostomus santaanae (Snyder, 1908).
      - Catostomus snyderi Gilbert, 1898.
      - Catostomus tahoensis Gill & Jordan in Jordan, 1878.
      - Catostomus tsiltcoosensis Evermann & Meek, 1898
      - Catostomus utawana Mather, 1886
      - Catostomus warnerensis Snyder, 1908.
      - Catostomus wigginsi Herre & Brock in Herre, 1936.